# 카르탕 정리
복소기하학과 대수기하학에서 카르탕 정리(Cartan定理, 영어: Cartan’s theorems)는 슈타인 다양체 및 아핀 스킴 위의 연접층의 성질에 대한 두 개의 핵심적인 정리이다.

## 정의
슈타인 다양체 {\displaystyle X} 위의 연접층 {\displaystyle {\mathcal {F}}}에 대하여, 다음이 성립한다.
- (카르탕 A정리 영어: Cartan’s theorem A) {\displaystyle {\mathcal {F}}}는 {\displaystyle {\mathcal {O}}_{X}}-가군층으로서, {\displaystyle {\mathcal {F}}}의 대역적 단면들로부터 생성된다.
- (카르탕 B정리 영어: Cartan’s theorem B) 임의의 {\displaystyle p>0}에 대하여, 층 코호몰로지 {\displaystyle H^{p}(X;{\mathcal {F}})}는 자명군이다.

아핀 스킴에 대해서도 유사한 정리가 성립한다. 임의의 아핀 스킴 {\displaystyle X} 및 그 위의 준연접층 {\displaystyle {\mathcal {F}}}에 대하여,
- (아핀 스킴에 대한 카르탕 A정리) {\displaystyle {\mathcal {F}}}는 {\displaystyle {\mathcal {O}}_{X}}-가군층으로서, {\displaystyle {\mathcal {F}}}의 대역적 단면들로부터 생성된다.
- (아핀 스킴에 대한 카르탕 B정리) 임의의 {\displaystyle p>0}에 대하여, 층 코호몰로지 {\displaystyle H^{p}(X;{\mathcal {F}})}는 자명군이다.[1]:Theorem III.3.7

## 역사
앙리 카르탕이 1953년에 증명하였다. 아핀 스킴에 대한 카르탕 정리는 장피에르 세르가 1955년에 증명하였다.

## 같이 보기
- 쿠쟁 문제